# Martir

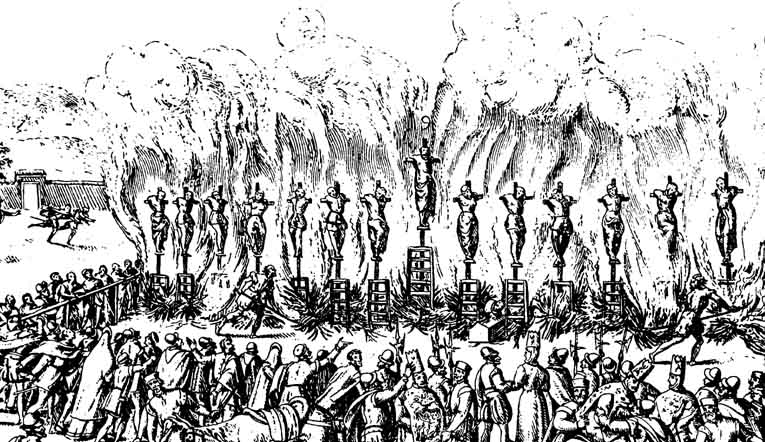
Arderea pe rug a creștinilor reformați de către inchiziție în Valladolid, (Spania)

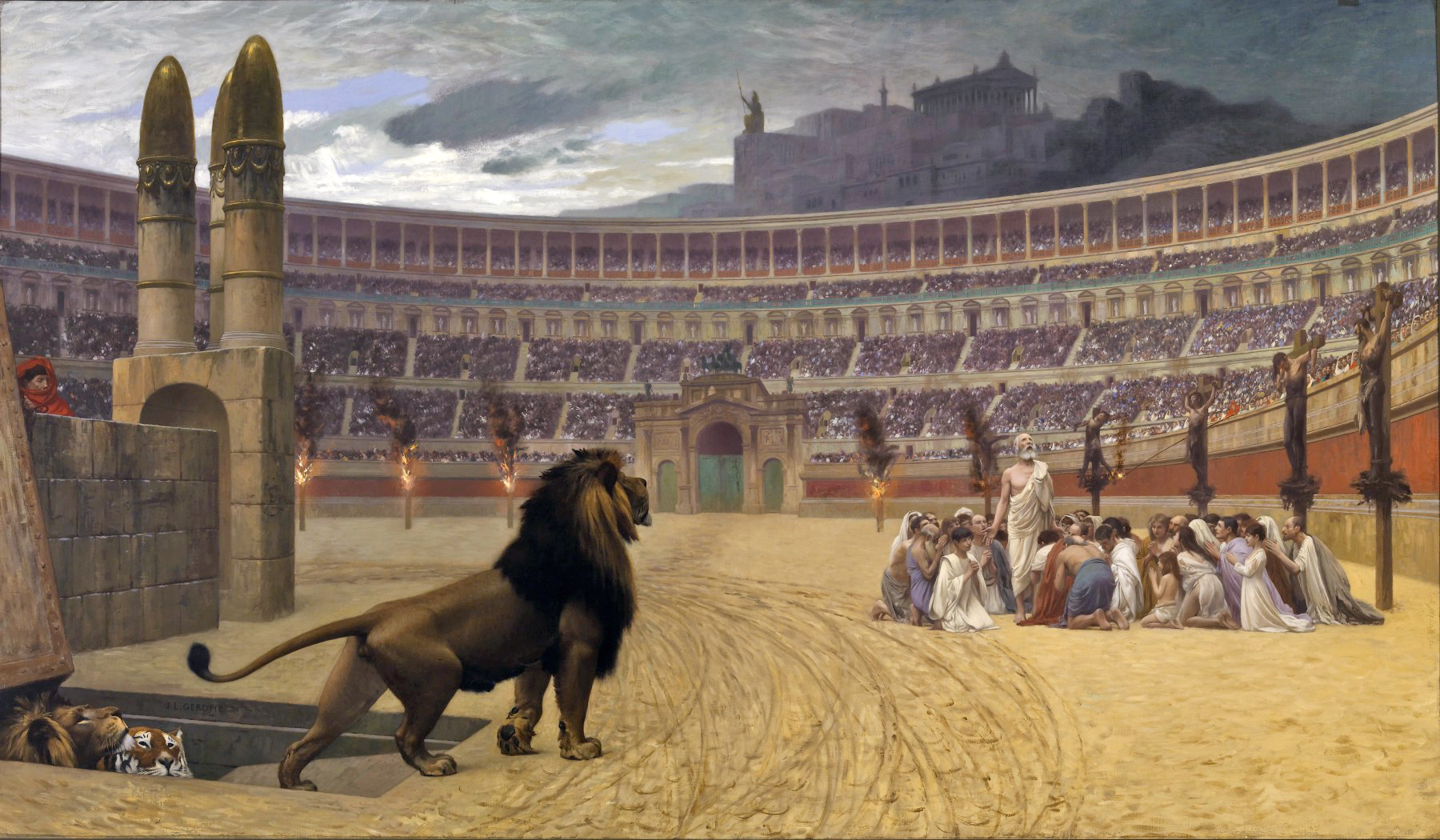

Este numită martir sau mucenic o persoană care moare pentru credința sa religioasă. Termenul de martir se mai aplică și celor care își dau viața pentru o altă cauză, considerată nobilă, ca de exemplu cei ce mor pentru țara lor în timp de război.
Martiriu, suferință, supliciu, tortură sau moarte îndurată de cineva pentru ideile sau convingerile sale.

## Istoric
În Imperiul Roman timpuriu, cetățile independente din Asia Mică se străduiau să își răsplătească binefăcătorii și să îndemne populația la generozitate civică prin intermediul unor proclamații elogioase la adresa autorităților romane, citite în public în fața unui auditoriu. Aceste elogii sunt denumite în sursele epigrafice drept martyriai. Creștinii au adoptat expresia în sensul de "mărturii" ale faptelor și suferințelor celor persecutați, care s-au numit astfel "martiri" - de la cuvântul grecesc martyr, sau martys, însemnând "martor". Persecutia creștinilor de către autoritățile romane începând din a doua parte a secolului al II-lea este intim legată de istoria comunităților creștine timpurii și de emergența creștinismului.